# Hyllus pulcherrimus
Hyllus pulcherrimus är en spindelart som beskrevs av George William Peckham och Elizabeth Maria Gifford Peckham 1907. Hyllus pulcherrimus ingår i släktet Hyllus och familjen hoppspindlar. Inga underarter finns listade i Catalogue of Life.